# Inge Loidl
Inge Loidl, geb. Eckstein (* 24. September 1926 in Gmunden; † 4. Februar 2017) war von 1968 bis 1992 Diözesanleiterin der Katholischen Frauenbewegung Oberösterreich und von 1978 bis 1987 Vorsitzende der Katholischen Frauenbewegung Österreichs.

## Leben und Wirken
Loidl ist in Raab im Innviertel aufgewachsen, maturierte in Wels und studierte an der Universität Innsbruck, wo sie 1949 promovierte in Philosophie. Sie verfügte über ein abgeschlossenes Studium für Volkskunde und Geschichtswissenschaft.
Ihr kirchliches Engagement begann als Schriftleiterin der Frauenzeitung Licht des Lebens (ab 1964–2007 Welt der Frau, seit 2018 Welt der Frauen) und setzte sich durch ihre Tätigkeit als Diözesansekretärin der Katholischen Frauenbewegung fort. Von 1967 bis 1992 war sie Diözesanleiterin dieser Organisation, die rund 50.000 Mitglieder zählt, Von 1978 bis 1987 auch Leiterin der Katholischen Frauenbewegung Österreich, die rund 200.000 Mitglieder hat. Von 1965 bis 1994 fungierte sie als Vizepräsidentin der Katholischen Aktion Oberösterreichs, in dieser Zeit war sie 15 Jahre lang auch Vizepräsidentin der Katholischen Aktion Österreichs. Während der Diözesansynode von 1970 bis 1972 war sie ebenso wie Eduard Ploier als Vizepräsidentin aktiv.
Während ihrer Amtszeit wurde eine eigene Mitgliederzeitung für die KFB Oberösterreich ins Leben gerufen und mit dem Haus Bad Dachsberg ein Erholungsheim für Mütter und ihre Kinder geschaffen. Als Mitbegründerin der Aktion Familienfasttag brachte sie Mittel für die Menschen in den Entwicklungsländern in Bewegung.
2010 wurde sie von Bischof Ludwig Schwarz mit der Florianmedaille der Diözese Linz für ihre Pionierleistungen in der Kirche und ihr überregionales Engagement ausgezeichnet.
Seit 1952 war sie mit dem Arzt Hans Loidl verheiratet und lebte in Gramastetten, wo sie viele Jahre auch Gemeinderätin war.
Sie starb am 4. Februar 2017 und wurde in Gramastetten beerdigt.

## Publikationen
- Zur Situation der Bäuerin in Oberösterreich, in: Volkskundliche Studien: Zum 50. Geburtstag von Karl Ilg, Innsbruck, 1964, S 201 bis 2012
- Das richtige Wort zur rechten Zeit. Die vielen Markenzeichen Eduard Ploiers, in: Jahrbuch der Diözese Linz 1999, Linz 1998, S. 88f